# Hikōnin Sentai Akibaranger
Hikōnin Sentai Akibaranger (非 公認 戦隊 アキバ レンジャー Hikōnin Sentai Akibarenjā?) es una serie tokusatsu de comedia basada en la serie Super Sentai. No forma parte de las series oficiales de la misma, sino que es una parodia dirigida a los adultos que eran fanes desde niños de la franquicia. El programa se estrenó en BS Asahi (canal vía satélite de TV Asahi) el 6 de abril de 2012 y en Tokyo MX el 9 de abril de 2012.
La segunda temporada, con el título Hikōnin Sentai Akibaranger: Season 2 (非公認戦隊アキバレンジャー シーズン痛（ツー Hikōnin Sentai Akibarenjā: Shīzun Tsū?), se estrenó el 5 de abril de 2013.

## Argumento
Tres personas (un otaku, fan de Super Sentai Series, una cosplayer y una artista marcial) son elegidos para convertirse en los Akibaranger y proteger Akihabara de un grupo de villanos poderosos que existen en su imaginación. Sin embargo, al pasar el tiempo, la lucha se vuelve real cuando éstos empiezan a materializarse en el mundo.

## Personajes

### Akibarangers
Los Akibaranger son tres otakus que viven en Akihabara, un distrito de Tokio, a los cuales se les dio una tecnología especial fabricada por un científico para combatir una malvada amenaza. Usan el  "Delusion Power" ( 妄想 パワー   Moso Pawa?) para transformarse. En realidad, entran en un estado de sueño compartido conocido como "Delusion World" (妄想世界 Mōsō Sekai?), donde usan el poder de su imaginación para combatir a la Stema Otsu Corporation. Sin embargo, cuando los monstruos del Stema Otsu empiezan a aparecer en el mundo real, los Akibaranger también comienzan a materializar sus alter-egos transformados para perseguirlos y finalmente obtener la capacidad de transformarse directamente en el mundo real. El lema del trío es  "El dolor es poder!"  ( 痛 さ は 強 さ   "Itasa wa Tsuyosa"?). Pueden realizar el Akibaship Attack  ( アキバ シップ アタック   Akibashippu Atakku?) y el Shin Gi Tai Attack  ( 心 技 体 アタック   Shin Gi Tai Atakku ?) mientras que el New Akiba Red era un miembro del grupo. Cada uno de los Akibarangers (a excepción de New Akiba Red) tienen el kanji por su color representativo de su apellido.
- Nobuo Akagi  ( 赤木 信 夫   Akagi Nobuo?) /  Akiba Red  ( アキバ レッド   Akiba Reddo?): Akagi es un hombre promedio de 29 años que trabaja como repartidor en Sasaki Pom Poko Delivery ( 佐 々 木 ポンポコ デリバリー   Sasaki Pon Poko Deribarī?) y aún vive con su madre. Le encanta el Super Sentai y ha demostrado tener un amplio conocimiento de la franquicia, aunque a menudo tiene ideas delirantes acerca de ser un héroe. También está demostrado que tiene un gran interés en un anime llamado Nijiyome Academia Z-Cune Aoi  ( にじ よめ 学園 ズキューーン 葵   Nijiyome Gakuen Zukyūn Aoi?). Siempre que Akagi se transforma en AkibaRed, en su presentación muestra algún guerrero o un villano de algún Super Sentai anterior mientras imita su pose insignia.[1]
- Mitsuki Aoyagi  ( 青 柳 美 月   Aoyagi Mitsuki?) /  Akiba Azul  ( アキバ ブルー   Akiba Buru?): Mitsuki es una famosa artista marcial de 18 años, que se convirtió en una Akibaranger para mejorar su habilidades de lucha. Ella es una persona muy seria, pero ella ama en secreto Z Cune Aoi. A diferencia de sus compañeros de equipo, al principio Mitsuki sabe poco o nada sobre el Sentai hasta que se pasa todo un día viendo episodios de GōGō Sentai Bōkenger para entender mejor la cultura del subgénero. Ella está muy incómoda haciendo cualquiera de las cosas que Akagi le dice que haga, como hacer poses o llamarse por sus colores y sus nombres no reales. Sin embargo, a mediados de la serie, ella gana la confianza suficiente para hacer su propia presentación, haciendo referencia al veterano director de acción Kazuo Niibori como inspiración. Una característica inusual del traje de AkibaBlue es una foto de un oso de peluche impreso en la parte inferior de las bragas de su uniforme.[1]
- Yumeria Moegi  ( 萌黄 ゆめ り あ   Moegi Yumeria?) /  Akiba Amarillo  ( アキバ イエロー   Akiba Iero?): Yumeria es una chica de 23 años que le encanta el cosplay. El nombre que usa es un alias de cosplayer en lugar de su nombre real,  Yuko Yamada  ( 山田 优 子   Yamada Yūko?). A pesar de que actúa como una niña, ella es en realidad una empleada de oficina durante el día y habla con una voz profunda cada vez que el look de su traje está comprometido. Ella es también conocida por dibujar su propio doujin manga y trata de venderlo en la Comiket, y a menudo balbucea sobre ella durante la votación nominal como Akiba Amarillo. Debido a su experiencia como cosplayer, ella tiende a permanecer en personaje, aunque transformada. En un caso tal, cosplay como Mere de Jūken Sentai Gekiranger e incluso adoptó a su estilo de lucha en la batalla. También está demostrado que tienen un amplio conocimiento del Sentai estupendo, sin embargo no es tan grande en comparación con Akagi. Yumeria se revela como un fujoshi, ya que tiene una tendencia a ir moe y perder el conocimiento durante una escena homoerótica. Su madre Masako  ( 雅子?) era un cosplayer famosa llamada Miyabi  ( ミヤビ?)., pero murió en un accidente de tráfico hace cinco años[1]
- Takuma Tsuzuki  ( 都築 タクマ   Tsuzuki Takuma?) /  Nuevo Akiba Red  ( 新 アキバ レッド   Shin Akiba Reddo?): Takuma es un agente del OIPC que también es Hiroyo los más jóvenes medio hermano, su padre conocer a su madre durante una convención de anime en Nueva York. Se convierte en el nuevo Red Akiba después Akagi es reclutado por el Pentágono. Como Akiba Red, puede realizar la  Ratones sobretensiones  ( サージマイス   Saji Maisu?) afilada cabezazo y el  sobretensiones Jaguar  ( サージ ジャガー   Saji Jaga?), una Geki Waza-como ataque, proyectando su energía en forma de un jaguar a atacar ferozmente a un adversario (uno de un par de chistes en el arco de la historia que hace referencia al hecho de que el hermano gemelo del actor que retrató Takuma jugado en Retsu Gekiranger). Después Akagi revela que su realidad es una serie de televisión experimentando un cambio a mitad de temporada y que su aspecto era parte de un dispositivo del diagrama, Takuma renuncia a su cargo de Akiba Red una vez que reciba un mensaje de texto para volver a la Interpol.[cita requerida]

#### Equipo
- MMZ-01 (Moe Moe Z-Cune)  ( MMZ-01 (モエモエ ズキューン)   Emu Emu Zetto Zero Wan (Moe Moe Zukyūn)?): El Akibarangers asumir sus formas de lucha mediante el uso de un dispositivo conocido como el MMZ-01, un objeto de muñeca que se transforma en el arma Akibarangers «arma de fuego principal, con la llamada de activación de " Jumoso " ( ジューモーソー (重 妄想)   Jūmōsō ?,  lit. "Engaño Gran") que une sus mentes para que puedan luchar en el mismo engaño. Su disparo se llama  Ataque Normal (Temporal)  ( 通常 攻 撃 (仮)   Tsūjō Kōgeki Kakkokari?). Los ataques del Akibarangers 'acabado son el  Moe Magnum  ( 萌え マグナム   Moe Magunamu?), disparando a los tres MMZ-01s a un adversario, y el  Moe Magnum Mega Moe Fuego  ( 萌え マグナム · 激 萌え ファイヤー   Moe Moe Magunamu Geki Faiyā?), disparando Akiba Amarillo MMZ-01 con Akiba Akiba Roja y de la energía de Blue a un adversario. Además, la doble MMZ-01s como dispositivos de comunicación entre el Akibarangers y Hiroyo. Los dispositivos, sin embargo, llevan una maldición que afecta Hiroyo y, finalmente, la privaría de su voz después de la MMZ-01s se utilizan bastantes veces en el mundo real. Pero una vez que la maldición se revela como parte de reequipamiento en-show, que fue abandonado en favor de la cancelación.
- Máquina Itashar  ( マシン イタッ シャー   Mashin Itasshā?): La máquina del Itashar es la Akibarangers rojo Z Cune Aoi-decorado itasha [[Toyota Prius (XW30)|Toyota Prius] ][1] que se transforma en un robot del tamaño de coche llamado  Itashar Robo  ( イタッ シャー ロボ   Itasshā Robo?) cuando un Z Cune Aoi CD se juega en el coche estéreo a todo volumen. Itashar Robo esquiva el ataque de un oponente mediante la realización de wotagei y está equipado con sí mismo con la  Lanzadores Ita  ( イタ ランチャー   Ita Rancha?) y  ametralladoras Ita  ( イタマシンガン   Ita Mashin Gan?). Una vez en el mundo real, Itashar Robo puede convertir partes de Akihabara en las armas que utilicen energía ilusión, como un rifle de señalización, lo que puede llevar a cabo la  Kanban bang  ( カン バンバン   Kanban Ban ?,  lit. Letrero de Bang) ataque, y dual  Tsundere Espadas  ( ツンデレ ソード   Tsundere Sodo?).  ==== Poderes desmesurados ==== El Akibarangers son capaces de utilizar el Super Sentai de  Power desordenado  ( 大 それ た 力   Daisoreta Chikara?). Cada uno es un arma creada a partir de visiones del pasado guerreros rojos de Super Sentai, como una parodia de las grandes potencias de Kaizoku Sentai Gokaiger (y hasta cierto punto, los paseos forma final de [Rider [Kamen Década]][1] que se transforma en un robot del tamaño de coche llamado  Itashar Robo  ( イタッ シャー ロボ   Itasshā Robo?) cuando un Z Cune Aoi CD se juega en el coche estéreo a todo volumen. Itashar Robo esquiva el ataque de un oponente mediante la realización de wotagei y está equipado con sí mismo con la  Lanzadores Ita  ( イタ ランチャー   Ita Rancha?) y  ametralladoras Ita  ( イタマシンガン   Ita Mashin Gan?). Una vez en el mundo real, Itashar Robo puede convertir partes de Akihabara en las armas que utilicen energía ilusión, como un rifle de señalización, lo que puede llevar a cabo la  Kanban bang  ( カン バンバン   Kanban Ban ?,  lit. Letrero de Bang) ataque, y dual  Tsundere Espadas  ( ツンデレ ソード   Tsundere Sodo?).  ==== Poderes desmesurados ==== El Akibarangers son capaces de utilizar el Super Sentai de  Power desordenado  ( 大 それ た 力   Daisoreta Chikara?). Cada uno es un arma creada a partir de visiones del pasado guerreros rojos de Super Sentai, como una parodia de las grandes potencias de Kaizoku Sentai Gokaiger (y hasta cierto punto, los paseos forma final de [Rider [Kamen Década). Los poderes desmesurados de los Dekarangers, Boukengers y la Jetmen pueden combinar en la  Daisoreta Cañón  ( ダイソ レタ キャノン   Daisoreta Kyanon?).
- Tokusō Sentai Dekaranger: El Dekarangers 'poder desmesurado permite Akiba Roja para transformar Deka Rojo en el  Deka Wapper  ( デカワッパー   Deka Wappa?), basado en el Dekarangers' D-Wapper. El Wapper Deka puede ser usado como un arma de dos manos o para atrapar a un enemigo. Además, se forma barriles izquierdo y derecho de la Cannon Daisoreta de la placa inferior.
- GōGō Sentai Bōkenger: Power Los Boukengers 'desordenado permite Akiba Azul para transformar Bouken rojo en el azul  Bouken Scooper  ( ボウケン ス コッパー   boken Sukoppā?), basado en la Scooper Daibouken de Go . El Scooper Bouken permite al usuario madriguera bajo tierra a gran velocidad para ejecutar ataques por sorpresa sobre el enemigo. El usuario también puede usarlo para ejecutar una patada voladora taladro llamado  Ataque Akihabara Cultura Underground  ( 秋葉原 アンダー グラウンド カルチャー アタック   Akihabara Andāguraundo Karuchā Atakku?). Además, el Scooper Bouken forma la base del cañón Daisoreta y escudo de la explosión.
- Chōjin Sentai Jetman: El poder desmesurado Jetmen permite Akiba Roja para transformar Red Hawk en el  Jet Winger  ( ジェット ウインガー   Jetto Uingā?), una jet pack que se asemeja a pulsera de la Cruz Jetmen del cambiador. El Winger Jet permite al usuario destruir a un enemigo con un ataque similar al finisher Jet Icarus ', el Jet Phoenix. También forma barril del cañón Daisoreta el centro y el marco de apoyo a las partes de D-Wapper.

### Otros
- Hiroyo Hakase  ( 叶 加 瀬 博世   Hakase Hiroyo?): Hiroyo es dueña de la  Sentai Café Himitsukichi  ( 戦隊 カフェ ひみつ きち   Sentai Kafe Himitsukichi ?,  "Café Base Secreta") en Akihabara. Su verdadero nombre es  Hiroyo Tsuzuki  ( 都 筑 博世   Tsuzuki Hiroyo?), la hija de Takehiro Tsuzuki que usaba el alias anagrama de  Shuri Toyozuki  ( 十 夜月 朱 里   Toyozuki Shuri?) para ser la voz actor por  Aoi Ichikawa  ( 市 川 葵   Ichikawa Aoi?), el protagonista de la popular anime Nijiyome Academia Z-Cune Aoi, que su padre jugó un papel en la creación. Hiroyo sirve como comandante de las Akibarangers como ella es la que eligió ella misma Akibarangers, suministrándoles sus 01 MMZ dispositivos de su padre le dio a ella en la serie' Aoi terminar. Sin embargo, Hiroyo no sabía que el MMZ-01s fueron pensados por el Doctor Z para destruir la barrera entre la realidad y la fantasía a la vez que le inflige con una maldición al ser la primera persona para sostenerlos. Con la maldición en forma de un tatuaje de escorpión en su pecho, lentamente se arrastra hasta la garganta cada vez que los MMZ-01 unidades se utilizan en el mundo real antes de quitar su voz para siempre. La maldición se reveló más tarde a ser el trabajo de los productores de la serie como parte de una reorganización en-show antes de que se cayó una vez Akagi confirmó que se trataba de un dispositivo del diagrama.[1]
- KozuKozu Mita  ( 三田 こ ず こ ず   Mita Kozukozu?):. KozuKozu es una criada torpe en el Café Himitsukichi y asistente de Hiroyo[2]
- Sayaka Honiden  ( 本位田 さやか   Hon'iden Sayaka?): Sayaka es un oficinista que trabaja en una editorial llamada  Publicaciones Nine Watt  ( ナイン ワット 出版   Nain Watto Shuppan?). Ella es el amor de interés Akagi y esconde sus tendencias fanboy de ella, temiendo que lo evitan por ello. En delirios Akagi, Sayaka se ve a veces como [damisela [en peligro]], hasta que se convierte en una realidad poco después de la Stema Otsu Corporación comienzan a invadir el mundo real. Con el tiempo se interesa en el Super Sentai con el fin de cerrar arco Akagi romance y permitir que el espectáculo hasta el final.
- Tazuko  ( たづ子?): Tazuko es el jefe de Akagi en Sasaki Pom Poko entrega que muchas veces lo golpea con su portapapeles para holgazanear.
- Ikura  ( いと く とら   Ikura?): Ikura es una camarera a tiempo parcial en el Café Himitsukichi que a menudo se mete en peleas de jugar con Kozukozu.

### Sentai Warriors
Pasado
Estos últimos guerreros Sentai no son reales, pero aparecen en los delirios Akibarangers "a menudo les ayuda en la batalla y darles su poder desmesurado.
- Deka Rojo  ( デカレッド   Deka Reddo?): Deka El rojo es el guerrero rojo de la Dekarangers, el 28 de Super Sentai. Durante los acontecimientos del episodio 2, Akagi se encuentra con  Ryuji Sainei  ( 载 宁 龙 二   Sainei Ryuuji?), el actor que interpretó a Deka Roja en Tokusō Sentai Dekaranger, mientras que Sainei está en camino a una conferencia de prensa promoviendo el doblaje japonés de Power Rangers S.P.D. en la que expresa su homólogo estadounidense, Landors Jack. Aunque encuentro apasionado con Akagi Sainei era sólo una mera ilusión, con el actor un poco extrañado pero contento de conocer a un fan de su trabajo, Hiroyo contrata a un actor de traje de convencer a Akagi quedarse con los Akibarangers. Más tarde, durante la batalla con Kouzorinahigenagaaburamushi Shibuya, el "real" Deka rojo aparece y le concede el equipo de alimentación del Dekarangers 'desordenado.
- Bouken Red  ( ボウケン レッド   boken Reddo?): Bouken El rojo es el líder de los Boukengers, el 30 Sentai estupendo. Durante la batalla Akibarangers 'inicial con Kabukichō Mesugurohyōmonchō, un borracho Red Akiba inicialmente convoca Bouken Red "Formulario de buena suerte" (originalmente visto en el episodio 27 de la' Boukenger, donde el personaje llevaba amuletos de la buena suerte por encima de su traje). En la batalla final con Mesugurohyōmonchō reaparece, Bouken Roja y subvenciones a los Akibarangers del Poder Boukengers 'desordenado.
- Red Hawk  ( レッド ホーク   Reddo Hoku?): Red Hawk es el líder de la Jetmen, el 15 Sentai estupendo. Durante la batalla Akibarangers 'con Shimokitazawa Hoya, Red Hawk aparece y les otorga el poder desmesurado de Jetmen. Esto ocurre después de Akagi y el encuentro Mitsuki con el actor truco anterior Kazuo Niibori, que realizó el actor traje para 14 de los 15 primeros guerreros de Super Sentai rojos de Akarenger para Red Hawk.

### Otsu Corporation / Engaño Imperio
Sistema
La  'Evil Grupo Stema Otsu Corporación  ( 邪 団 法人 ステマ 乙   Jadan Hojin Sutema Otsu?) son los antagonistas principales de la serie. Su principal objetivo es destruir la cultura otaku en Akihabara e incorporar en él la economía y estilo de vida de un barrio diferente. Sin embargo, originalmente producto de la imaginación Takehiro Tsuzuki y destinados a ser villanos en' Z-Cune Aoi, la Stema Otsu Corporación se revela como una ilusión creada por los Akibarangers para explicar la serie de crímenes no relacionados que ocurren en su distrito de su perspectiva. En un principio, las batallas contra la Corporación sólo suceden en la mente de la Akibarangers, pero las reglas cambian cuando Malseena de alguna manera entra en el mundo real y le ayuda al médico Z en la destrucción de la barrera para que sus fuerzas pueden invadir la realidad. Bajo la influencia de Saburo, Doctor Z reorganiza la Stema Otsu Corporation en el  'Empire ilusión  ( デ リュー ジョン 帝国   Deryūjon Teikoku?). Sería sólo después de las reformas doctor Z que Malseena la Stema Otsu Corporación reformas en un intento de prolongar la serie.
- Doctor Z  ( ドクター Z   Dokutā Zetto?): Doctor Z es la cabeza del Stema Otsu Corporación. Su verdadera identidad es  Takehiro Tsuzuki  ( 都 筑 丈 博   Tsuzuki Takehiro?), Hiroyo padre, quien fue un brillante científico admirado por sus compañeros. Sin embargo, su eterno amor por el anime como resultado de su divorcio de la madre Hiroyo y la salida de su campo profesional como él persiguió una carrera como diseñador de personajes de anime. Después de exploración de oportunidades sin éxito, Takehiro logró aterrizar un trabajo en el estudio de Bell Village después de que el estudio estaba impresionado con sus diseños. Sin embargo, sus bocetos conceptuales cada vez más surrealistas y violento, junto con varios conflictos personales con el personal de producción y animador jefe, llevó a su expulsión del estudio y él mismo está condenado al ostracismo de la industria. Al volver a su antigua profesión en el campo de la ciencia que pagar por manutención de menores, Takehiro descubrió las partículas Moeshinsuki, que reaccionan a las ondas cerebrales humanas y convertir imágenes delirantes en realidad. Mientras que el descubrimiento científico fue un logro importante en su vida, se volvió hacia el lado del mal y se convirtió en doctor Z al descubrir que Studio Village Campana reelaborado sus diseños de personajes originales en lo que se convertiría Z Cune Aoi. Además, renegó de su hija cuando ella secretamente se convirtió en la actriz de la voz de Aoi Ichikawa hasta el punto de poner una maldición que amenaza su carrera en ella a través de los bocetos que le enviaba. Haciéndose pasar por un hombre sin hogar, Doctor Z supervisó esquema Malseena de derribar realidad Antes de revelarse al Hiroyo y la Akibarangers. Poco después, influido por el productor de la serie, el programa Z se vuelve más oscuro y retorcido como él cambia el formato de su organización y Malseena reniega. Con el tiempo, a raíz de la derrota Delu Knight, reformas Z y asuntos resuelve con Hiroyo.
- Malseena  ( マルシーナ   Marushīna?): Malseena es la cabeza del Stema Otsu Corporación de reurbanización que planea hacerse cargo de Akihabara. Un maestro del disfraz, Malseena es capaz de cambiar su aspecto físico y su voz al instante. Al principio, Malseena se cree que se originó a partir de la visión de Akagi de un enemigo ideal. Pero en realidad, Malseena fue el producto de Takehiro Tsuzuki desarrollo de un villano de Z Cune Aoi todavía el bosquejo diseño fue rechazado y confiado a Hiroyo. Durante el incidente Shimokitazawa, Malseena encuentra un dibujo infantil de Hiroyo que permite que ella se materializan fuera de la ilusión Akibarangers '. A partir de ahí, Malseena procede a hacer las Akibarangers derribar la barrera entre la realidad y la ilusión. Con el tiempo aprendiendo que hay un poder que afecta a los pensamientos de su creador, Malseena encuentra a sí misma repudiado en su intento de detener el final de la serie sacando Delu Knight antes de la batalla final comienza. Al final, después de las reformas doctor Z, Malseena la Stema Otsu Corporación reformas en un intento de prolongar la serie[1] nombre Malseena es de  ".  ©"  (   Maru Shi ?,  Circundado C) y también se escribe "© na".
- Delu Knight  ( デ リューナイト   Deryū Naito?): Delu Knight es director ejecutivo de la Corporación Stema Otsu. Él ve Takuma como su rival. Su ataque es la firma  Espejismo Espejismo  ( デ リュー ジョン ミラージュ   Deryūjon Mirāju?) slash. En la batalla final él pilota  Boomerang Titan  ( ブーメラン タイタン   Bumerán Taitan?), un robot gigante, para destruir Akihabara. El Akibarangers todo lo posible para detenerlo sin destruirla para evitar la derrota final de sus enemigos y la conclusión de la serie, pero acaban de derrotar a él por accidente. Su nombre se deriva de la palabra Inglés "engaño".
- Shatieeks  ( シャチーク   Shachīku?): Los Shatieeks son el Stema Otsu Corporación [[]] Salaryman soldados de infantería. El uso de máscaras blancas que las gafas deportivas y las cejas gruesas, pueden ser escuchados gritos  "Norma"  ( ノルマ   Noruma ?,  Quota) y  "Zangyou"  ( ザンギョウ (残 业)   Zangyō ?,  Las horas extraordinarias). Tras la transición Stema Otsu Corporación para el Imperio Delusion, los Shatieeks comercio de ropa de trabajo para los azules uniformes militares. Su nombre proviene de la palabra japonesa para  "Sacrificio Drones Corporativos"  ( 社 畜   Shachiku?).

#### Clerks Jefe / Mosoborgs
La  'Clerks Jefe  ( 系 长   Kakarichō?) servir como monstruos Stema Otsu la Corporación, cada uno concebido originalmente por Takehiro como Z-Cune Aoi villanos. Cada Oficial Mayor es el nombre de uno de los distritos de Tokio y un animal. Como parte de la transición de la Stema Otsu Corporación en el Imperio espejismo, Doctor Z tiene todos los supervivientes 40 oficiales mayores, Senjo Gorilla Kujira entre ellos, despedido y reemplazado por  'Mosoborgs  ( モウソボーグ   Mōsobōgu ?,  lit. "Delusion Cyborg").
- Shibuya "Shibuya Red  Goldenrod pulgón [ Uroleucon nigrotuberculatum]" ({{{2}}}?): Los Akibarangers primera vez que lo encontramos cuando se hace pasar en un Nai y Mea de tipo disfraz, casi derrotar a la no oficial Sentai antes de la salida del Malseena les permite acabar con él.
- Shibuya Kōzorinahigenagaaburamushi  ( 渋谷 コウゾリナ ヒゲ ナガ アブラムシ ?   lit. "Shibuya  Picrid Aphid [ Uroleucon picridis]"): Una copia exacta de la anterior con dientes de oro, Shibuya ayudas Malseena en aterrorizar a los nerds pervertidas con copias pirateadas de un próximo DVD y Aoi burbuja de hoja de strip-aways. Sin embargo, a pesar de que es capaz de maltratar brutalmente la Akibarangers, su estilo rayana en el acoso sexual, lo destruirá con el Poder Dekarangers 'desordenado.
- Kabukichō Mesugurohyōmonchō  ( 歌舞伎町 メス グロ ヒョウモン チョウ ?   lit. "Kabukichō  Sagana Fritillary"): Un Oficial Mayor que tiene una  "Guririba voz"  ( グリリバ 声   Guririba Koe ?,  "Light Green River", la traducción literal de Hikaru Midorikawa's nombre) y utiliza un estilo de lucha pervertido, se le asigna a secuestrar a las mujeres en Akihabara y los convierten en azafatas para su homónimo del distrito. Durante su batalla con el Akibarangers, él un borracho Akiba Red de una manera más bien homoerótica agresiones como resultado de fantasías sexuales Yumeria de que se mezclen en la lucha. Sin embargo, es destruida por los Akibarangers con la ayuda del Poder Boukengers 'desordenado. Más tarde, debido a la impresión que dejó en ella, Kabukicho es resucitado por Malseena y viene con un esquema de anexar Akihabara en su barrio mediante la conversión de todos los edificios en los clubes anfitriones. Sin embargo, es derrotado definitivamente por los Akibarangers con la ayuda de la madre muerta Yumeria Masako, que aparece en su ilusión para ayudarles y hace que el Oficial Mayor de perder afectos de Malseena.
- Monzen-Nakacho Hashibirokō  ( 門前仲町 ハシビロコウ ?   lit. "Monzen-Nakacho Shoebill"): Un sacerdote-como Oficial Mayor que usa sus poderes para purificar nerds de sus deseos mundanos. Durante su batalla con Akiba Akiba rojo y amarillo, convoca Malseena disfrazado de Akiba Azul para atacarlos. Cuando lo real azul Akiba aparece, zanjas Malseena su disfraz y sale de la escena, permitiendo que las Akibarangers para destruir Hashibirokō.
- Shimokitazawa Hoya  ( 下北沢 ホヤ ?   lit. "Shimokitazawa ascidia"): Un Oficial Mayor disfrazado de especulador que usa entradas Idol para atraer mágicamente geeks lejos de Akihabara en el distrito de los teatros de Shimokitazawa. En su batalla inicial con el Akibarangers, utiliza sus habilidades en la teatralidad de derrotarlos en el escenario, pero en la revancha, el oficial Sentai usar la magia cinematográfica del Estudio Toei ilusión para vengarse. Aunque Shimokitazawa intenta utilizar su propio boleto para escapar a su distrito, es destruido en el aire por Akiba Red utilizando el poder del Jetmens 'desordenado.
- Yoyogi Sujibokehashirigumo  ( 代 々 木 スジ ボケ ハシリ グモ ?   lit. "Yoyogi Dolomedes hercules"): Un vendedor de araña Jefe enganchada en la parte trasera de un Shatieek, dando a los pies de soldado físicas habilidades mejoradas. Roba MMZ-01 el Akibarangers "unidades y los lleva en una persecución a alta velocidad antes de cambiar a una araña gigante. Cuando ambos Yoyogi y Robo Itashar terminar en el mundo real, Itashar Robo destruye el Oficial Mayor con un rifle formado a partir de un tablero de la muestra.
- Tsukishima alpaca  ( 月島 アルパカ   Tsukishima Arupaka?): Un Oficial Mayor que se especializa en cocinar monjayaki. Al principio se le ve débil en combate pero los Akibarangers lo entrenan con varios métodos utilizados por los Sentai Oficiales para ser más fuerte, al final los Akibarangers se encariñan un poco con él, pero era parte de su plan para que no pudieran pelear con el de forma seria, el plan no le funcionó ya que ellos pelearon en serio con él en respeto a su entrenamiento y fue vencido fuera del mundo de las ilusiones.
- Tokyo Alpaca  ( 浅草 アルパカ   Asakusa Arupaka?): final Secretario Principal Stema Otsu, quien es el hermano mayor de Tsukishima alpaca. Más poderoso que Tsukishima, Asakusa comienza a atacar a la gente de Akihabara lanzando pequeñas espátulas con monjayaki caliente sobre ellos después de que él se las arregla para materializarse en el mundo real. Asakusa se detiene cuando Akagi, desesperada por proteger Sayaka de él, se las arregla para llevar su poder engaño al siguiente nivel y se transforman en Akiba Roja en realidad para derrotarlo con el ataque Cultura Akihabara Underground.
- Taladro Cyclops  ( ドリル サイクロプス   Doriru Saikuropusu?): El primer y único Mosoborg sortied por el Imperio Delusion, Drill Cyclops está equipado con armas de perforación y un taladro cuerno en su cabeza. Enviado a destruir línea de vida de Tokio para poner a la ciudad en el caos, taladro Cyclops es destruido por Heart-Técnica-Cuerpo de la Akibarangers 'Attack.

## Episodios
Lista de los episodios no oficiales Sentai Akibaranger

## Radio Web serie
El 6 de julio Animate.tv empezó a emitir  no oficial Sentai Akibaranger Radio Web Oficial (Temporal)  ( 非 公認 戦隊 アキバ レンジャー 公認 WEB ラジオ (仮)   Hikōnin Sentai Akibarenjā Konin Uebu Rajio (Kari)?) . La serie web bi-semanal de radio es conducido por Masato Wada, quien interpreta a Nobuo Akagi en la serie de TV. Otros miembros del elenco de la serie, así como los actores de voz de otra serie Super Sentai, hacen apariciones especiales </ref>= akibaranger «非 公認 戦隊 アキバ レンジャー 公認 WEB ラジオ (仮)».</ref>

## Cast
- Nobuo Akagi: Masato Wada (和田 正人 Wada Masato?)
- Mitsuki Aoyagi: Kyoko Hinami (日南 響子 Hinami Kyōko?)
- Yumeria Moegi: Karin Ogino (荻野 可鈴 Ogino Karin?)
- Hiroyo Hakase, Aoi Ichikawa (voz): Maaya Uchida (内田 真礼 Uchida Maaya?)
- KozuKozu Mita: Kozue Aikawa (愛川 こずえ Aikawa Kozue?, de Danceroid)
- Sayaka Honiden: Miiko Morita (森田 美位子 Morita Miiko?)
- Tazuko: Yuki Ueda (植田 ゆう希 Ueda Yuki?)
- Ikura: Ikura (いとくとら Ikura?, de Danceroid)
- Takuma Tsuzuki: Shinpei Takagi (高木 心平 Takagi Shinpei?)
- Malseena: Honoka (穂花?)
- Doctor Z: Kazuki Yao (矢尾 一樹 Kazuki Yao?)
- Shibuya (Voz): Kenji Hamada (浜田 賢二 Kenji Hamada?)
- Kabukichō (Voz): Hikaru Midorikawa (緑川 光 Hikaru Midorikawa?)
- Monzen-Nakacho (Voz): Takaya Kuroda (黒田 崇矢 Takaya Kuroda?)
- Shimokitazawa (Voz): Taiki Matsuno (松野 大紀 Taiki Matsuno?)
- Yoyogi (Voz): Issei Futamata (二又 一成 Issei Futamata?)
- Alpaca (Voz): Tomokazu Seki (関 智一 Tomokazu Seki?)
- Delu Knight (Voz): Hiroaki Hirata (平田 広明 Hiroaki Hirata?)
- Narrador: Hironori Miyata (宮田 浩徳 Miyata Hironori?, 11-13)

### Estrellas invitadas
<- Esta lista incluye principalmente los actores y los actores de doblaje que han participado en la serie Super Sentai mayores. Si un actor ha aparecido en otro programa Tokusatsu, por favor añada una nota al pie para explicar lo que son. ->
- El mismo, Deka Roja (Banban "Ban" Akaza, Voz): Ryuji Sainei (載寧 龍二 Sainei Ryūji?, 2)
- Bouken Roja (Satoru Akashi, Voz): Takahashi Mitsuomi (高橋 光臣 Takahashi Mitsuomi?,  3, 11)
- Cliente al Café: Yoshinobu Kaneko (金子 吉延 Kaneko Yoshinobu?, 3) [3]
- Masako Yamada: Rica Matsumoto (松本 梨香 Rika Matsumoto?, 5)
- Sí mismo: Kazuo Niibori (新堀 和男 Niibori Kazuo?, 6)
- Cliente al Café: Keiichi Sato (さとう けいいち Keiichi Sato?, 7)
- El personal de animación del Estudio: Murata Mitsu (村田 充 Murata Mitsu?, 8, 10) [4]
- Guardia en Toei: Tomokazu Seki (8)
- Productor Tsukada (Voz): Yasuhiro Takato (高戸 靖広 Yasuhiro Takato?, 8, 9)
- Criadas Café: Danceroid (9)
- Haruko Momoi (桃井 はるこ Momoi Haruko?, 9)
- Yukio Yamagata (山形 ユキオ Yamagata Yukio?, 9)
- Mio Usagi: Julia Nagano (長野 じゅりあ Nagano Juria?, 12) [5]</ref>

### Traje actores
- Akiba Red: Sanshiro Wada (和田 三四郎 Wada Sanshirō?)
- Akiba Azul: Haruka Oshima (大島 遥 Ōshima Haruka?)
- Akiba Amarillo: Fusayo Fujita (藤田 房代 Fujita Fusayo?)
- Akiba Roja (Takuma): Masaki Onishi (大西 雅樹 Ōnishi Masaki?)
- Akiba Amarillo (Masako): Kaori Ichijo (一条 かおり Ichijō Kaori?)
- Oficial Mayor: Tomohiko Akiyama (秋山 智彦 Akiyama Tomohiko?)
- Pasado Warrior Sentai: Hiroshi Maeda (前田 浩 Maeda Hiroshi?)

## Personal
- Z-Cune Diseño de personajes Aoi:  Keiichi Sato  ( さとう けいいち   Keiichi Sato?)</ref> oficial Akibaranger Sentai Reparto y Personal </ ref>

## Canciones temáticas
, Tema de apertura
- "no oficial Akibaranger Sentai"  ( 非 公認 戦隊 アキバ レンジャー   Hikōnin Sentai Akibarenjā?)
  - Texto y Materiales: Haruko Momoi
  - Arreglos: Hiroaki Kagoshima
  - Artista: Haruko Momoi feat. Yukio Yamagata

Ending Theme
- "Ashita wa Akiba no Kaze ga Fuku"  ( 明日 は アキバ の 風 が 吹く ?   "El viento soplará de Akiba Mañana")

Letra:
- - Mike Sugiyama
  - Composición: EFY
  - Arreglo: Makoto Miyazaki
  - Artista: Nobuo Akagi (Masato Wada)

En la mayoría de los episodios, el tema de cierre incluye un monólogo de un personaje de la serie hablando de sí mismo / a, añadiendo detalles a sus antecedentes.